# The Best Heart Attack of My Life
The Best Heart Attack of My Life (Originaltitel: El mejor infarto de mi vida) ist eine lateinamerikanisch-spanische Miniserie, basierend auf dem gleichnamigen Roman von Hernán Casciari, der vom Leben des Autors inspiriert ist. In Lateinamerika fand die Premiere der Miniserie am 24. Januar 2025 als Original durch Disney+ via Star statt. Im deutschsprachigen Raum erfolgte die Erstveröffentlichung der Miniserie am selben Tag durch Disney+ via Star.

## Handlung
Für Ariel Santoro kennt das Leben im Moment nur eine Richtung, und die geht bergab. Seine Frau Isabel hat ihn kürzlich verlassen, und sein Gesundheitszustand verschlechtert sich zusehends, unter anderem wegen seines Übergewichts und seiner Neigung zum exzessiven Rauchen. Auch beruflich hat der zurückgezogen lebende Ariel mit allerlei Hürden zu kämpfen. Um seinen Lebensunterhalt zu bestreiten, verfasst er als Ghostwriter Autobiografien berühmter Persönlichkeiten für den Verlag seines Freundes David und bleibt so vor der literarischen Welt verborgen. Eines späten Abends besuchen David und Ariel eine Flamenco-Tanzvorführung, bei der Ariel die graziöse spanische Flamenco-Tänzerin Concha kennenlernt. Ariel beschließt, nach Uruguay zu fahren, um einen klaren Kopf zu bekommen, und lädt Concha ein, mit ihm zu reisen. In Montevideo treffen sich Ariel und Concha im Gästehaus von Alejandra und Javier, den Besitzern des Airbnb, in dem sie untergebracht sind. Während eines leidenschaftlichen Abends erleidet Ariel einen Herzinfarkt. Sein Leben hängt am seidenen Faden, aber er erhält eine zweite Chance. Für Ariel steht fest: Er muss sein Leben umkrempeln. Und diese Wende hat auch Auswirkungen auf die Menschen in seinem Umfeld, darunter Concha, Alejandra und Javier, die sich ebenfalls auf einen Prozess der Veränderungen einlassen.

## Besetzung und Synchronisation
Die deutschsprachige Synchronisation entstand nach den Dialogbüchern von Barbara Bayer-Schur sowie unter der Dialogregie von Debora Weigert durch die Synchronfirma Iyuno Germany in Berlin.
| Rolle                                                | Schauspieler          | Synchronsprecher         |
| ---------------------------------------------------- | --------------------- | ------------------------ |
| Ariel Santoro                                        | Alan Sabbagh          | Tommy Morgenstern        |
| María de las Conchas Jiménez / „Concha“              | Olivia Molina         | Rubina Nath              |
| María de las Conchas Jiménez / „Concha“ (jugendlich) | Lucia Raboso          | Jodie Blank              |
| María de las Conchas Jiménez / „Concha“ (Kind)       | Lucía Cabrera         | Derya Akyol              |
| Javier Artigas Herrera                               | Rogelio Gracia        | Asad Schwarz             |
| Alejandra Oddone                                     | Romina Peluffo        | Giuliana Jakobeit        |
| Jonathan „Joni“                                      | Daniel Holguín        | Daniel Fehlow            |
| Jonathan „Joni“ (jung)                               | Manuel Gareno         | Amadeus Strobl           |
| Tito                                                 | Imanol Arias          | Erich Räuker             |
| Augusto Briganti                                     | Rafael Spregelburd    | Peter Flechtner          |
| David                                                | Sebastián Berta Muñiz | Jan Makino               |
| Roberta                                              | Rita Cortese          | Judith Steinhäuser       |
| Isabel                                               | Eleonora Wexler       | Claudia Urbschat-Mingues |
| Joe Gebbia                                           | Brian Maya            | Manuel Elsherif          |
| Pepe                                                 | Pablo Tate            | Oliver Siebeck           |
| Víctor                                               | Pablo Ini             | Jörg Pintsch             |
| Clara „Clarita“                                      | Pilar Viñes           | Marie Hinze              |
| Antonio                                              | Fernando Amaral       | Gabriel Merz             |
| Carlitos                                             | Santiago Ríos         | Bernhard Völger          |
| Gerardo                                              | David Vaquerizo       | Vincent Borko            |
| Dr. Chicho Vignoles                                  | Pablo Moseinco        | Rainer Doering           |
| Vater von Jonathan „Joni“                            | Javier Iglesias       | Bernd Vollbrecht         |
| Vater von „Concha“                                   | Manolo Caro           | Tilo Schmitz             |
| Lehrerin für Flamenco                                | La Tati               | Philine Peters-Arnolds   |

## Episodenliste
| Nr. | Deutscher Titel                  | Originaltitel                  | Erstveröffentlichung (Lateinamerika) | Deutschsprachige Erstveröffentlichung (D/A/CH) |
| --- | -------------------------------- | ------------------------------ | ------------------------------------ | ---------------------------------------------- |
| 1   | Ariel                            | Ariel                          | 24. Jan. 2025                        | 24. Jan. 2025                                  |
| 2   | Ariel und Concha                 | Ariel y Concha                 | 24. Jan. 2025                        | 24. Jan. 2025                                  |
| 3   | Alejandra und Javier             | Alejandra y Javier             | 24. Jan. 2025                        | 24. Jan. 2025                                  |
| 4   | Ariel, Javier, Alejandra und Joe | Ariel, Javier, Alejandra y Joe | 24. Jan. 2025                        | 24. Jan. 2025                                  |
| 5   | Concha, Joni und Los Chungos     | Concha, Joni y los Chungos     | 24. Jan. 2025                        | 24. Jan. 2025                                  |
| 6   | Stichwort Musik                  | Toda la orquesta               | 24. Jan. 2025                        | 24. Jan. 2025                                  |